# Makhaleng
Der Makhaleng [mɑχɑˈlɜŋ] (von Sesotho lekhala ‚Pass‘, also „Fluss bei den Pässen“; in Südafrika Kornetspruit, deutsch etwa „Hornbach“) ist ein Fluss in Lesotho. Er ist ein rechter Nebenfluss des Senqu, der in Südafrika Oranje bzw. Orange River heißt.

## Geographie

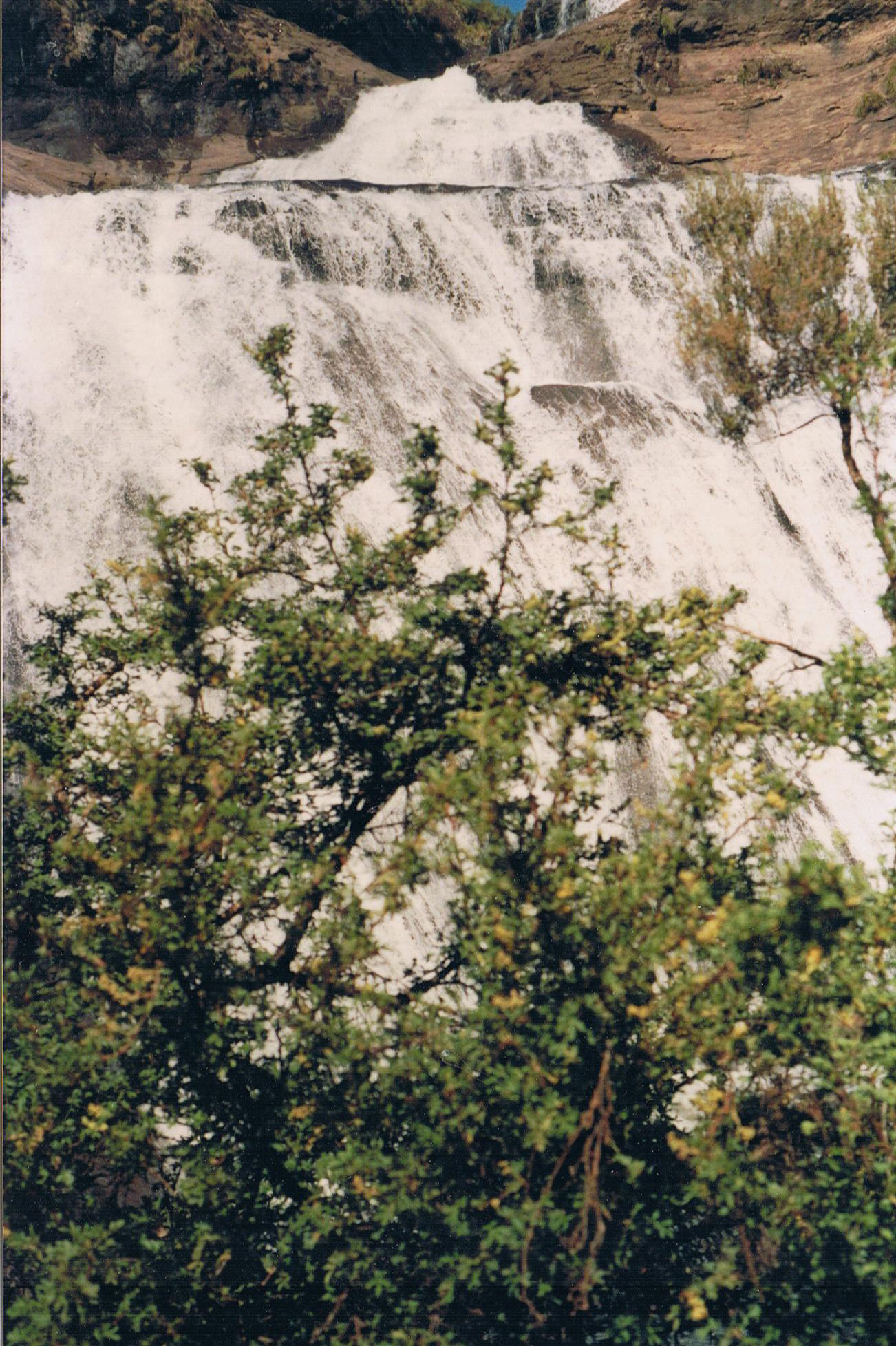
Qiloane-Wasserfall

Der Makhaleng entsteht im Osten des Maseru-Distrikts nordöstlich des 2886 Meter hohen Machache aus mehreren kleinen Quellflüssen. Von da fließt er in zahlreichen, tief in das Basaltgebirge eingeschnittenen Mäandern südwärts bzw. südwestwärts durch die Distrikte Maseru und Mafeteng. Dabei verläuft er hinter der ersten Bergkette der Maloti-Berge. Er bildet auf einem Teilstück die Grenze zwischen beiden Distrikten. Der Makhaleng tritt in das Sandsteingebiet der Lowlands ein und erreicht den Mohale’s-Hoek-Distrikt. Der Fluss verläuft schließlich etwa 30 Kilometer entlang der Grenze zu Südafrika und mündet dann an der tiefsten Stelle Lesothos, rund 20 Kilometer südlich von Mohale’s Hoek, in den Senqu. Der Makhaleng ist, wie alle Flüsse Lesothos, nicht schiffbar. 
Im Oberlauf liegen die Qiloane Falls, ein etwa 30 Meter tiefer, breiter und mehrstufiger Wasserfall. Sie sind ein Ziel für Touristen. Am südlichsten Flussabschnitt liegt der Grenzübergang Makhaleng Bridge zur südafrikanischen Provinz Freistaat.

## Hydrometrie
Die Abflussmenge des Makhaleng wurde an der Mündung in m³/s gemessen (1948 bis 2010).